# Culacula
Un Culacula est un casse-tête en forme de pagaie des îles Fidji. 

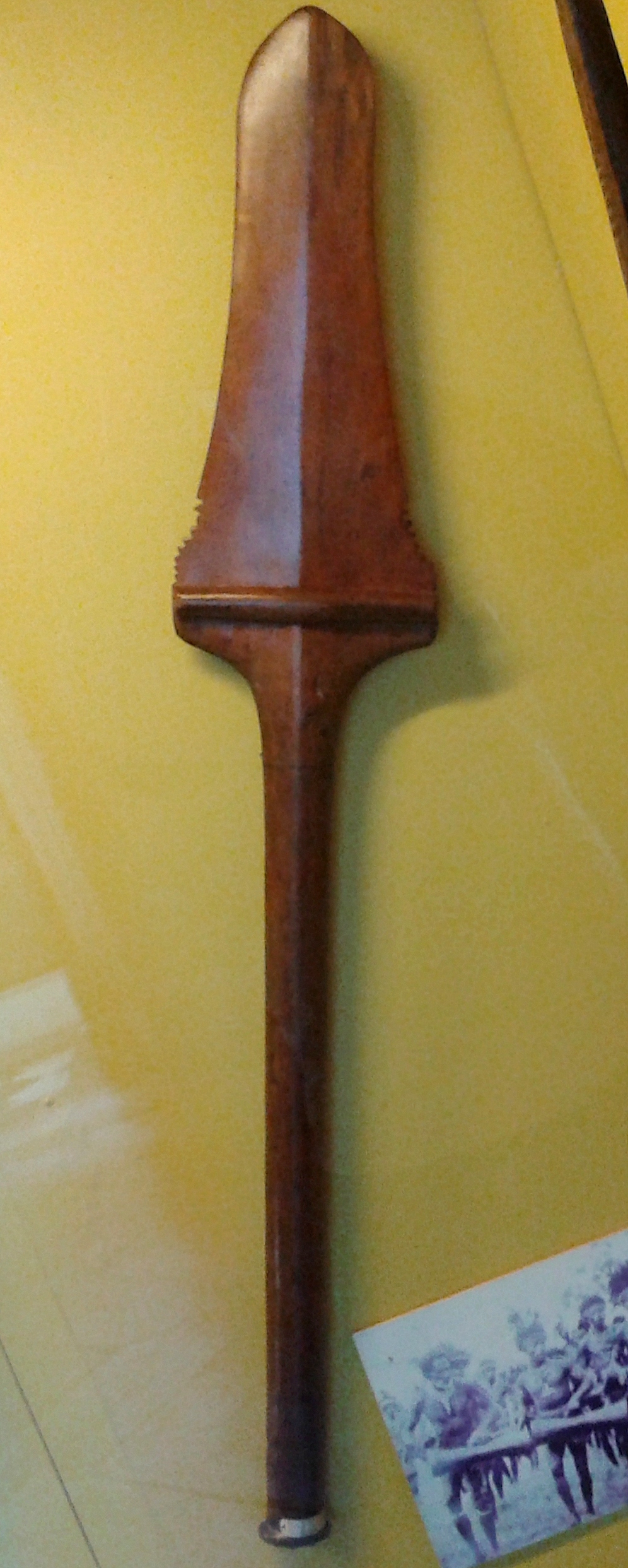
Culacula du Museu Nacional da Universidade Federal de Rio de Janeiro

## Caractéristiques
Classiquement taillé dans du bois dur type bois de fer il possède une large lame dont les chefs et les prêtres se servaient pour dévier les flèches sur les champs de bataille,.

## Articles annexes
- Totokia
- Gata
- Sali
- Ula
- Bulibuli